# Derek Clayton
Derek J. Clayton (Barrow-in-Furness, 17 november 1942) is een voormalige Australische langeafstandsloper, die gespecialiseerd was in de marathon. Hij had veertien jaar lang het wereldrecord in handen op dit atletiekonderdeel. Hij nam tweemaal deel aan de Olympische Spelen, maar won hierbij geen medailles.

## Loopbaan
Clayton is opgegroeid in Noord-Ierland. In 1967 brak hij in de marathon van Fukuoka het wereldrecord op de marathon met een tijd van 2:09.37. Dit was de eerste keer dat de marathon binnen de twee uur en tien minuten werd gelopen.
Clayton verbeterde in Antwerpen op 30 mei 1969 opnieuw het wereldrecord met meer dan een minuut naar 2:08.34. Deze tijd werd daarna twaalf jaar niet meer gebroken. Hij vertegenwoordigde Australië op de Olympische Spelen van 1968 in Mexico-Stad en behaalde een zevende plaats (2:19.49). Vier jaar later werd hij op de Olympische Spelen van München dertiende.
In 1984 won Derek Clayton de Abebe Bikila Award.

## Titels
- Australisch kampioen 10.000 m - 1968
- Australisch kampioen marathon - 1967, 1968, 1971, 1973

## Persoonlijk record
| Onderdeel | Prestatie       | Datum       | Plaats    |
| --------- | --------------- | ----------- | --------- |
| marathon  | 2:08.34 (ex-WR) | 30 mei 1969 | Antwerpen |

## Wereldrecords
- marathon - 2:09.37 (Fukuoka, 3 december 1967)
- marathon - 2:08.34 (Antwerpen, 30 mei 1969)

## Palmares

### 5000 m
- 1966: 4e Melbourne - 13.59,8
- 1966:  Melbourne - onbekende tijd
- 1966:  Australische kamp. in Perth - 14.27,5
- 1971:  Melbourne - 13.45,4

### 10.000 m
- 1965:  Emil Zatopek Meeting in Melbourne - 29.57
- 1966:  Australische kamp. in Perth - 29.41,1
- 1968:  Australische kamp. in Sydney - 30.21,6
- 1968:  Melbourne - 29.11,6
- 1969: 4e Oslo - 28.45,2
- 1972:  Emil Zatopek Meeting in Melbourne - 29.43,6

### marathon
- 1965:  marathon van Preston - 2:22.12,6
- 1967:  marathon van Tooradin - 2:18.28
- 1967:  Australische kamp. in Adelaide - 2:21.58
- 1967:  marathon van Fukuoka - 2:09.37 (WR)
- 1968:  Australische kamp. in Hobart - 2:14.48
- 1968: 7e OS - 2:27.23,8
- 1969:  marathon van Ankara - 2:17.26
- 1969:  marathon van Manchester - 2:15.40
- 1969:  marathon van Antwerpen - 2:08.34 (WR; parcours was 500 m te kort)
- 1970:  marathon van Tralalgon - 2:13.39,4
- 1970: 5e marathon van Kosice - 2:21.10,2
- 1971:  marathon van Morwell - 2:24.40
- 1971:  Australische kamp. in Hobart - 2:11.08,8
- 1972:  marathon van Tuabb - 2:20.25
- 1972:  marathon van Euroa - 2:16.19
- 1972: 13e OS - 2:19.49,6
- 1973:  marathon van Ballarat - 2:17.23
- 1973:  Australische kamp. in Perth - 2:12.07,6

### veldlopen
- 1967:  Australische kamp. in Launceston (10 km) - 32.20,0

## Onderscheidingen
- Abebe Bikila Award - 1984

- World Athletics: 14355312
- International Standard Name Identifier: 0000 0000 2189 9490
- Library of Congress Control Number: n80088891
- Virtual International Authority File: 72694965
- WorldCat: E39PBJgxkWt88CHK4QXhryQDv3